# Antonio Palafox
Antonio Palafox (Guadalajara, 28 aprile 1936) è un ex tennista e allenatore di tennis messicano.

## Carriera
Tennista specializzato nel doppio ottiene in questa disciplina i suoi risultati migliori, agli U.S. National Championships 1962 vince il doppio maschile assieme a Rafael Osuna sconfiggendo in cinque set la coppia statunitense McKinley-Ralston.
L'anno successivo conquista Wimbledon insieme ad Osuna superando la coppia francese formata da Claude Barclay e Pierre Darmon.
In singolare vanta i quarti di finale raggiunti agli U.S. National Championships 1965 dove viene sconfitto dal futuro campione Manuel Santana mentre si è avventurato fino alla finale del doppio misto agli U.S. National Championships 1960 insieme a Maria Bueno.
In Coppa Davis ha giocato quarantaquattro match con la squadra messicana vincendone ventisei.
Dopo aver concluso la carriera da tennista ha creato una propria accademia e per un breve periodo ha allenato John McEnroe.